# Патриція Вілтшир
Професорка Патриція Вілтшир (англ. Patricia Wiltshire; нар. 16 лютого 1942 року в Монмутширі, Південний Уельс) — судова екологиня, ботанік і палінолог. З нею консультувалися представники поліції та індустрії у майже 300 розслідуваннях у кількох країнах і вона відіграла важливу роль у розкритті кількох резонансних злочинів, зокрема вбивств Сари Пейн та Міллі Доулер, незавершеної справи Крістофера Лаверака, Сохамських вбивств та серійних вбивств в Іпсвічі.

## Молодість та освіта
Вілтшир народилася 1942 року у вугледобувних долинах графства Монмутшир, Південний Уельс. У сім років вона зазнала сильних опіків унаслідок нещасного випадку вдома, а згодом перенесла кілька легеневих інфекцій, які назавжди пошкодили її легені, тож її навчання довелося призупинити. Під час одужання вона читала енциклопедії. Пропрацювавши лаборанткою в медичній лабораторії (1960–1964), перейшла до кар’єри у світі бізнесу, а потім вивчала ботаніку в Королівському коледжі Лондона (1970–1973). Кілька років читала там лекції з мікробної та загальної екології, перш ніж обійняти посаду в Інституті археології Університетського коледжу Лондона. Згодом відповідала за створення магістерського курсу з судової археології, який успішно діяв і продовжив існувати після того, як вона залишила УКЛ.

## Резонансні справи
Працюючи судовою експерткою під час розслідування Сохамських вбивств, Вілтшир за допомогою аналізу ґрунту й рослинних решток, знайдених на одязі, взутті та в транспортному засобі, виявила слідові докази, що пов’язували Ієна Гантлі з місцем виявлення тіл Джессіки Чепмен і Голлі Веллс. Завдяки спостереженням і дослідам, пов’язаним із ростом рослин на місці виявлення тіл, їй вдалося з високою точністю визначити, коли саме дівчат поклали до канави. Її покази стали важливим доказом у справі проти Ієна Гантлі.
У справі про вбивство Крістофера Лаверака 2007 року, через три десятиліття після вбивства цього дев’ятирічного хлопчика, Вілтшир пов’язала незвичайний пилок та інші рослинні речовини на одязі жертви, а також декоративну цеглу, яку використовували для того, щоб притопити тіло, з тим, що було знайдено на території його дядька Мелвіна Ріда, таким чином надавши вагомі докази причетності Ріда. Розслідування, що тривало три десятиліття, було найдовшою нерозкритою справою про вбивство поліції Гамберсайда, і було розкрито 2012 року.

## Інші види діяльності
Вілтшир є незалежною радницею окружної ради Моул-Веллі разом зі своїм чоловіком Девідом Гоксвортом.

## Переклади українською
2025 року у видавництві «Лабораторія» вийшов український переклад книжки «Натура злочину. Підказки, які нам залишає природа». Перекладач — Назар Старовойт.

## Зовнішні посилання
- The Life Scientific: Патриція Вілтшир про те, як пилок може розкривати злочини, BBC Radio 4, 7 січня 2020 р.